# Ganga (geologia)

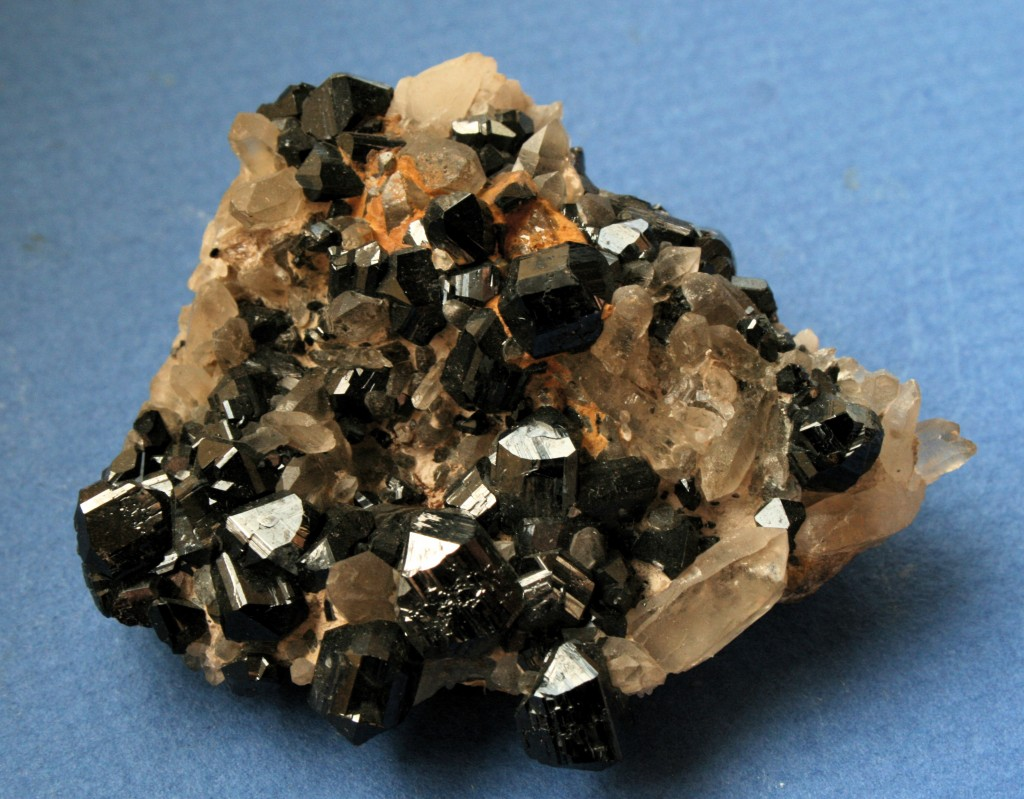
Cristalls de cassiterita, un mineral de gran valor comercial, en una matriu de ganga de quars

La ganga és el material que es descarta en extreure la mena d'un jaciment de mineral, per no tenir valor econòmic o ser massa costós el seu aprofitament. És possible que un mineral que es consideri ganga en un jaciment sigui d'interès en un altre, o que la millora en les tècniques extractives o els usos industrials faci rendible el processament de materials anteriorment considerats ganga. Exemples de menes són la calcopirita per al coure, la galena per al plom o la magnetita per al ferro. La rendibilitat d'una mena depèn de la seva riquesa en el metall esperat així com de la forma en què es presenti. Si la mena i la ganga es troben barrejades, i els processos físics i químics de separació i preparació són massa costosos, la mena pot no ser rendible. Tampoc ho és la mena quan el volum és exigu, o aquella la situació impedeix una explotació accessible.